# Макс Вегнер
Макс Ве́гнер (нім. Max Wegner; нар.  14 січня 1987) — німецький IT-підприємець, співзасновник і співвласник компанії з онлайн продажу автозапчастин Autodoc GmbH — з оборотом понад 1 млрд євро на рік.

## Життєпис
У 2002 переїхав до Німеччини. Навчався в середній школі в Берліні.
У 2008 році, разом з двома партнерами, Віталієм Кунгелем та Олексієм Ердле відкрив компанію з онлайн продажу автозапчастин — Autodoc GmbH. В компанії  займається організаційними питаннями, стратегією і планами розвитку.
Проживає в Берліні, де розташований головний офіс компанії Autodoc. Керує офісами компанії Autodoc в Німеччині (м. Берлін), в Молдові (м. Кишинів) і в Україні (м. Київ, м. Одеса, м. Харків).
У 2020-му отримав нагороду для українського представництва компанії Autodoc («Автодок Юкрейн»), яке відзначене в Україні на національному рівні у рейтингу «Вибір Країни».
В липні 2021 відкрив Одеський офіс компанії, розрахований на 1000 працівників.
Активно подорожує, підкорив вершини Ельбрусу (Кавказ) і Гілуве (Папуа-Нова Гвінея). Учасник програми сходжень «7 вершин» і екстремальних туристичних походів «Transformator Travel. Тайга. Виживання».
Одружений. Має двох дітей — сина і дочку.

## Благодійність
Займається благодійністю, фінансує благодійні фонди («Корпорація монстрів», «Добрий обід»), підтримує спортсменів (наймолодший професійний гонщик України Макар Железняк, професійні бійці MMA Аскар Можаров та Олена Колесник).